# Mészáros Gyula (lovasoktató)
Mészáros Gyula (Budapest, 1970. április 22. –) magyar lovasoktató és kiképző, nemzetközi minősítésű lóversenypályaépítő.  A Budapesti Lovasklub elnökségi tagja.

## Életrajza
1979-ben Tóth István lovasoktató tanítványa lett a Gödöllői Agrártudományi Egyetem lovardájában. 1980-tól 1983-ig öttusázott a Gödöllői Egyetemi Lovardában. 1984-ben a gödöllői öttusa lovasoktatása a Nemzeti Lovardába került át, így Mészáros Gyula is. Ott Szabácsy István és Molnár Tamás voltak az edzői. Ekkor vették fel a Váci Táncsics Mihály Mezőgazdasági Szakközépiskolába, ahol két évig tanult.
1986-ban családjával Új-Zélandra költözött, ahol az Auckland Grammar for Boys gimnáziumba járt. Emellett pár hónapig az ország egyik legsikeresebb ménesében dolgozott. 1988-ban érettségizett Új-Zélandon. Felvették a Kaposvári Mezőgazdasági Főiskola Állattenyésztési Karára. Itt találkozott Monspart Gáborral, a Magyar Királyi Lovagló és Hajtótanárképző Iskolában végzett lovaglótanárával, akinek tanítványa lett. 1991-ben egy évre visszatért Új-Zélandra, ahol megismerkedett a kétszeres olimpiai bajnok Mark Todd-dal és a kétszeres világ- és olimpiai bajnok Blyth Taittel. Ott szerzett tapasztalatai alapján írta diplomamunkáját „Az új-zélandi militarysport eredményességének háttere” címmel.

## Külső hivatkozások
- Mészáros Gyula honlapja
- Lovasnemzet Online
- Equine
- Tisztújító közgyűlés a lovastusa szakágban
- Lovastusa továbbképzés